# Kennen Sie Tribbles?
Kennen Sie Tribbles? (Originaltitel: The Trouble with Tribbles) ist eine 1967 erstmals ausgestrahlte Episode aus der zweiten Staffel der US-amerikanischen Science-Fiction-Fernsehserie Raumschiff Enterprise. Sie handelt von der schnellen Vermehrung kleiner, „Tribbles“ genannter Pelztiere auf der Enterprise und einer Raumstation und gehört zu den populärsten Episoden Star Treks. Das Drehbuch stammt von dem damals 23-jährigen Autor David Gerrold.

## Handlung

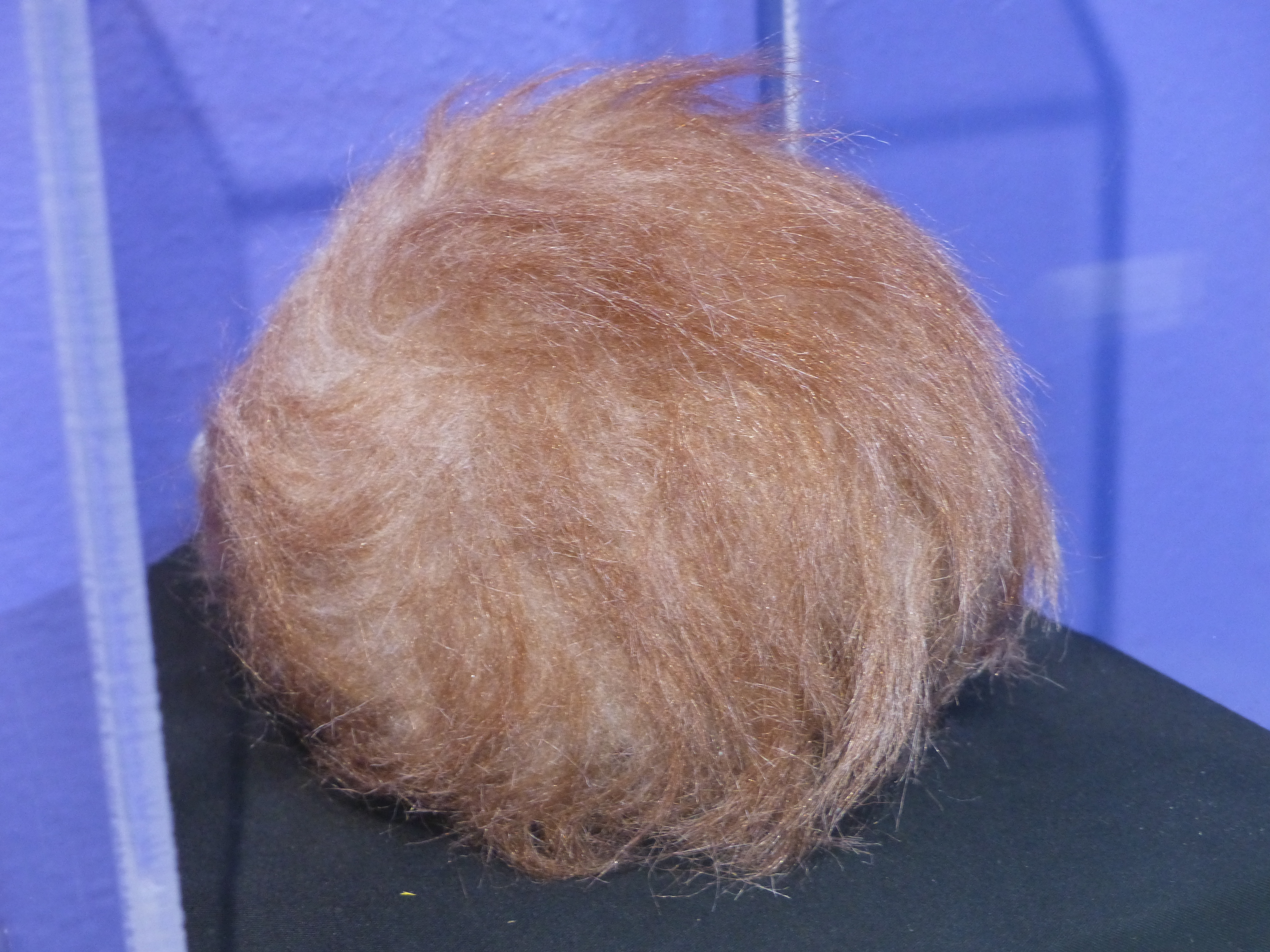
Tribble-Requisit, ausgestellt im New Mexico Museum of Space History

Die Enterprise empfängt einen Notruf von der Föderationsraumstation K7. Dort eingetroffen stellt sich heraus, dass kein akuter Notfall vorliegt, sondern dass der Föderationsvertreter Baris die Alarmierung veranlasste. Er wünscht, dass das in der Station gelagerte Getreide Quadrotriticale von einigen Sicherheitsleuten für den Transport von der Station zum Planeten Sherman geschützt wird. Kirk sagt dem Hilfeersuchen zu, denn der Sherman-Planet wird sowohl von der Föderation als auch von den Klingonen beansprucht. Nachdem ein klingonischer Schlachtkreuzer bei der Station eingetroffen ist, erhält dessen Captain Koloth von Kirk und dem Stationsverwalter Lurry die Zusage, dass seine Crewmitglieder die Station zu Erholungszwecken besuchen dürfen.
In der Bar der Station versucht der reisende Händler Cyrano Jones ein Exemplar der Spezies Tribbles an den Wirt zu verkaufen. Tribbles sind kleine Pelztiere, die normalerweise einen friedlichen, gurrenden Ton, aber gegenüber Klingonen einen abweisenden, ängstlich zwitschernden Laut abgeben. Nachdem der Tribble von dem Quadrotriticale gefressen hat, das Chekov bei sich hat, erhält Uhura den Tribble von dem Händler geschenkt und nimmt ihn mit auf die Enterprise, die zu dieser Zeit die Station umkreist. Bereits am nächsten Tag hat sich das Tier ungeahnt vermehrt. Während die Enterprise-Crew und einige Klingonen auf der Station sind, versucht Jones dort weitere Tribbles zu verkaufen. Indes hat der Wirt schon mehrere Tribbles bei sich.
In der Bar provoziert ein angetrunkener Klingone die anwesenden Enterprise-Crewmitglieder. Dadurch kommt es dort zu einer Schlägerei zwischen Klingonen und Menschen, welche zur Folge hat, dass die Mannschaften beider Raumschiffe nicht länger auf der Station bleiben dürfen. Die Tribbles vermehren sich nun auf der Station und der Enterprise inklusive deren Brücke. Von Kirk zur Rede gestellt, gibt Jones zu, dass eine möglichst große Zahl an Tribbles zu haben seinem Geschäftserfolg durchaus entgegenkommt. Anschließend verdächtigt Baris gegenüber Kirk den Händler, ein Spion der Klingonen zu sein und es auf das Getreide abgesehen zu haben. Kirk sieht jedoch keine Beweise für eine Agententätigkeit von Jones.
Kirk und Spock finden im Getreidesilo der Station ihre Annahme bestätigt, wonach sich die Tribbles wegen des Verzehrs des Getreides so sehr vermehren. Da einige der dort gefundenen Tribbles tot sind, folgern Kirk und McCoy, dass das Getreide mit einer für die Tribbles tödlichen Substanz vergiftet ist. Als Kirk die Klingonen der Vergiftung verdächtigt, enttarnt ein Tribble durch sein ängstliches Geräusch den als Menschen verkleideten Mann Arne Darvin, Baris’ Assistenten, als klingonischen Agenten. Er wird anschließend verhaftet und abgeführt.
Schließlich wird Jones dazu verpflichtet, alle Tribbles von der Station zu entfernen. Scotty beamt die Tribbles, die sich auf der Enterprise befinden, eigenmächtig von dort auf das Klingonenschiff, kurz bevor die Enterprise wegfliegt.

## Rezeption
Die Episode wurde 1968 für den Science-Fiction-Preis Hugo Award nominiert.
Terry J. Erdmann und Paula M. Block listen Kennen Sie Tribbles? in ihrem 2008 erschienenen Referenzwerk Star Trek 101 als eine der zehn wichtigsten Folgen der Originalserie Raumschiff Enterprise auf.
Zack Handlen nannte Kennen Sie Tribbles? 2012 als eine der zehn Folgen von Raumschiff Enterprise, die die Serie am besten repräsentieren.
Eoin O’Carroll führte Kennen Sie Tribbles? 2012 im Christian Science Monitor in einer Aufstellung der 10 besten Folgen von Raumschiff Enterprise auf Platz 4.
Scott Collura und Jesse Schedeen führten Kennen Sie Tribbles? 2013 auf ign.com in einer Liste der 25 besten bis dahin ausgestrahlten Star-Trek-Folgen auf Platz 9.
Christian Blauvelt listete Kennen Sie Tribbles? 2013 auf hollywood.com als eine der besten klingonenzentrierten Folgen aller Star-Trek-Serien. 2022 wählte er Kennen Sie Tribbles? in einem Ranking aller 79 Raumschiff-Enterprise-Folgen auf Platz 12.
Charlie Jane Anders führte Kennen Sie Tribbles? 2014 auf gizmodo.com in einer Liste der 100 besten bis dahin ausgestrahlten Star-Trek-Folgen auf Platz 6.
Sven Harvey zählte Kennen Sie Tribbles? 2015 auf der Website Den of Geek als eine der 25 besten Folgen der beiden Serien Raumschiff Enterprise und Die Enterprise.
Tim Baker führte Kennen Sie Tribbles? 2016 in Newsweek in einer Auflistung der zehn besten Folgen von Raumschiff Enterprise auf Platz 7.
Ed Gross listete Kennen Sie Tribbles? 2016 auf empireonline.com in einer Aufstellung der 50 besten bis dahin ausgestrahlten Star-Trek-Folgen auf Platz 8.
David Morgan führte Kennen Sie Tribbles? 2016 auf cbsnews.com als eine der besten Folgen von Raumschiff Enterprise auf.
Aaron Couch und Graeme McMillan	erstellten 2016 anlässlich des 50-jährigen Jubiläums von Star Trek in Zusammenarbeit mit verschiedenen Beteiligten aus dem Franchise für den Hollywood Reporter eine Liste der 100 besten bis dahin ausgestrahlten Folgen. Kennen Sie Tribbles? wurde hierbei auf Platz 15 gewählt.
Caroline Siede empfahl Kennen Sie Tribbles? 2016 auf vox.com als eine von vier Raumschiff-Enterprise-Folgen, die Neulingen einen guten Einstieg ins Star-Trek-Franchise ermöglichen.
Elena Holodny und Andy Kiersz führten Kennen Sie Tribbles? 2017 auf businessinsider.com in einer Aufstellung der 13 besten Folgen von Raumschiff Enterprise auf Platz 3.
Patrick Cooley führte Kennen Sie Tribbles? 2017 in einer Liste der 25 besten bis dahin ausgestrahlten Star-Trek-Folgen auf Platz 18.
Angelica Jade Bastién schrieb 2017 auf vulture.com eine Einführung für Neulinge ins Star-Trek-Franchise und nannte dabei Kennen Sie Tribbles? als eine der besten Folgen von Raumschiff Enterprise.
Silas Lesnick listete Kennen Sie Tribbles? 2018 in einer Aufstellung der 20 besten Folgen von Raumschiff Enterprise auf Platz 5.
Juliette Harrisson empfahl Kennen Sie Tribbles? 2018 auf der Website Den of Geek als eine der Folgen, die man gesehen haben sollte, wenn man die Grundlagen von Star Trek verstehen möchte.
Joseph Walter führte Kennen Sie Tribbles? 2018 auf screenrant.com in einer Liste der 10 besten Star-Trek-Folgen auf Platz 10.
Michael Weyer erstellte 2019 für die Website cbr.com eine Liste der 20 lustigsten Star-Trek-Folgen. Kennen Sie Tribbles? landete hierbei auf Platz 3.
Kristy Ambrose erstellte 2020 für screenrant.com auf der Grundlage von IMDb-Bewertungen eine Liste der zehn besten Raumschiff-Enterprise-Folgen. Kennen Sie Tribbles? landete dabei auf Platz 4.
Kayleena Pierce-Bohen führte Kennen Sie Tribbles? 2020 auf screenrant.com in einer Liste der 15 besten Star-Trek-Folgen auf Platz 14.
Paul Rowe listete Kennen Sie Tribbles? 2020 auf popmasters.com in einer Aufstellung der 20 besten Folgen von Raumschiff Enterprise auf Platz 12.
Sam Stone führte Kennen Sie Tribbles? 2021 auf cbr.com als eine der zehn wichtigsten Folgen von Raumschiff Enterprise.
Die Tribbles erschienen innerhalb Star Treks noch einige weitere Male, so in der Episode Mehr Trouble mit Tribbles (1973) der Zeichentrickserie Die Enterprise. In der Serie Star Trek: Deep Space Nine entstand 1996 anlässlich des 30-jährigen Star-Trek-Jubiläums die Episode Immer die Last mit den Tribbles, für die etliche Szenen aus Kennen Sie Tribbles? wiederverwendet wurden. Charlie Brill, Darsteller des Arne Darvin, trat dort erneut in dieser Rolle auf. Auch in der Short-Treks-Folge The Trouble with Edward (2019) spielen die Tribbles eine zentrale Rolle. Erwähnungen und Kurzauftritte fanden in den Serien Raumschiff Enterprise – Das nächste Jahrhundert, Star Trek: Enterprise, Star Trek: Discovery, Star Trek: Lower Decks und Star Trek: Picard sowie in den Filmen Star Trek III: Auf der Suche nach Mr. Spock, Star Trek: Treffen der Generationen und Star Trek Into Darkness statt. Auch für mehrere Star-Trek-Comics wurden die Tribbles adaptiert.
In der englischen Originalfassung der Episode sagt Spock, dass sich die Tribbles binnen drei Tagen auf eine Menge von nunmehr 1.771.561 Exemplaren vermehrt hätten und dass ein Tribble alle zwölf Stunden zehn Nachkommen erzeuge. In der deutschen Synchronfassung sind es dagegen 1.771.551 Exemplare bei einer Geburtsmenge von zehn Tribbles täglich. Der Wissenschaftler Metin Tolan wies rechnerisch nach, dass die in der Originalfassung genannte Summe 1.771.561 im Gegensatz zur deutschen Übersetzung korrekt berechnet ist.